# Sacerdócio de todos os crentes
O sacerdócio universal ou o sacerdócio de todos os crentes, como vem a ser conhecido nos dias atuais, é uma doutrina cristã que acredita-se ser derivada de várias passagens do Novo Testamento.

## O Sacerdócio em tradições Não-protestantes
Os cristãos católicos e ortodoxos tradicionalmente acreditam que o texto de I Pedro 2:9 dá a responsabilidade a todos os crentes pela preservação e propagação do Evangelho e da Igreja, em distinção aos papéis litúrgicos e sacramentais dos sacerdotes ordenados e o episcopado consagrado (veja Sucessão Apostólica). Eles e outros cristãos também veem o sacerdócio ministerial como sendo necessário de acordo com as palavras da liturgia da eucaristia: "Fazei isso em memória (anamnesis) de mim" (Lucas 22:19–20; I Coríntios 11:23–25).
A constituição dogmática Lumen Gentium do Concílio Vaticano II realça, especificamente, o sacerdócio de todos os crentes. Ela ensina que o relacionamento da Igreja com Deus é independente de qualquer ordenação que as pessoas tenham recebido, como evidenciado nas normas e comentários para preces pessoais quando nenhum padre está presente. Tais Igrejas têm sempre ensinado implicitamente que o relacionamento pessoal de um cristão com Deus é independentes de qualquer ordenação que elas tenham recebido.

## História dentro do protestantismo
É um conceito fundamental do protestantismo. Embora Martinho Lutero não tenha usado exatamente a frase "sacerdócio de todos os crentes," ele apresenta um sacerdócio geral à cristandade em 1520 em "To the Christian Nobility of the German Nation", de modo a dispensar a visão medieval de que os Cristãos na vida presente fossem divididos em duas classes: "espirituais" e "temporais". Ele apresentou a doutrina em que todos os cristãos batizados são "sacerdotes" e "espirituais" à vista de Deus:
| “ | Que o papa ou o bispo façam as unções, tonsuras, ordenações, consagrações ou se vistam diferentemente dos leigos; podem fazer um ícone hipócrita ou um ídolo pintado a óleo, mas de forma alguma podem fazer de um cristão um ser humano espiritual. De fato, somos todos sacerdotes consagrados através do batismo, como São Pedro, em I Pedro 2:9 diz, '"vós sóis um sacerdócio real e reino de sacerdotes"' e em Apocalipse 5 10: "pelo Teu sangue nos fizeste sacerdotes e reis". | ” |
|   | — Martinho Lutero, Weimar Ausgabe. |   |